# Ella Ungermann
Ella Christoffersen Ungermann (Slagelse, 17 de febrero de 1891-Copenhague, 23 de septiembre de 1921) fue una actriz de teatro danesa. Mientras trabajaba como secretaria, sin ninguna formación formal, debutó en abril de 1909 en el Odd Fellows Palæet de Copenhague en una representación semiprivada de Hønsegaarden. Después de dos años en el Odense Teater, regresó a Copenhague, donde fue contratada por el Teatro Real Danés en 1914.
Tras disfrutar de un éxito considerable durante varios años, se suicidó en septiembre de 1921, unos días después de interpretar a Leonora en Det lykkelige Skibbrud de Ludvig Holberg.

## Primeros años y educación
Ungermann era hija del panadero Valdemar Christoffersen (1859-1937) y de Marie Christine Ungermann (1868-1941). En octubre de 1918 se casó con el pintor Albert Emil August Schleppegrell Naur (1889-1973); no tuvieron hijos.
Tras finalizar sus estudios en la Realskole en 1907, empezó a trabajar como secretaria en Copenhague. Sin ninguna formación formal en teatro, debutó el 28 de abril de 1909 en Hønsegaarden, en una actuación semiprivada en el Odd Fellows Palæet de Copenhague. Luego, desempeñó diversos papeles en Odense durante los dos años siguientes, incluido un papel en Maria Stuart, de Friedrich Schiller.

## Carrera
En 1911 regresó a Copenhague con la intención de formarse en la Escuela del Teatro Real. Sin embargo, antes de poder hacerlo, Ivar Schmidt la contrató para actuar en el Det Ny Teater como Dina Dorf en Samfundets Stætter de Henrik Ibsen. Otros éxitos en Odense fueron En Vesterbrodreng y Lovens Arm.
En 1914, fue contratada por el Teatro Real para interpretar el papel principal en Hadda Padda del dramaturgo islandés Guðmundur Kamban. Después, Ungermann se sometió a una dolorosa operación de mentón que curó con éxito su ceceo. Sin embargo, continuó preocupándose por su falta de una educación teatral formal, sufriendo un serio complejo de minoría. En el escenario, sin embargo, actuó impecablemente, sin mostrar signos de sus preocupaciones. Se destacó, por ejemplo, en el melodrama de Holger Drachmann Vølund Smed.
Ungermann no solo sufría de un notable desequilibrio mental, sino también de oportunidades limitadas para interpretar papeles atractivos a principios de la década de 1920. Cuando solo tenía 30 años, se suicidó el 23 de septiembre de 1921, solo unos días después de interpretar a Leonora en Det lykkelige Skibbrud. Fue enterrada en el cementerio de Søllerød.